# Ричард II (князь Капуи)
Ричард II (умер в 1105/1106 году) — седьмой граф Аверсы и третий князь Капуи из дома Дренго в 1091 — 1105/1106 годах.
Ричард II — старший сын Жордана I Капуанского и Гаительгримы Салернской. Наследовал отцу в юном возрасте при регентстве своей матери и вскоре был изгнан со всей семьёй из Капуи. После семи лет изгнания, в течение которых Капуей правил лангобард Ландо IV, Ричард II решил вернуть себе трон. Он обратился за помощью к Рожеру I Сицилийскому и Рожеру I Апулийскому, своим двоюродному деду и двоюродному брату соответственно. Оба согласились вернуть Ричарду II трон, если он признает себя вассалом герцога Апулии. Ричард II принёс вассальную присягу Рожеру Борсе, и в мае 1098 года союзники осадили Капую. При осаде присутствовали папа Урбан II и Ансельм Кентерберийский, а войске Рожера Сицилийского присутствовал значительный отряд сицилийских мусульман.
После 40-дневной осады Капуя пала, и Ричард II вернулся себе трон. Хотя он признал сюзеренитет Апулии над своим княжеством, практических последствий это не имело, так как Рожер Борса и его преемник с трудом контролировали положение даже в собственных владениях. Ричард II умер бездетным в 1105/1106 году, его преемником стал брат Роберт I.